# Лассана Фає
Лассана Фає (нід. Lassana Faye; нар. 15 червня 1998, Роттердам, Нідерланди) — нідерландський футболіст сенегальського-кабовердійського походження, лівий захисник клубу «Рух» (Львів).

## Клубна кар'єра

### «Вітессе»
Після занять з рідним клубом «Спартан'20», «Спарта» (Роттердам) та в гранді нідерландського футболу, ПСВ, а в січні 2016 року приєднався до «Вітессе». 14 серпня 2016 року дебютував у другій команді «Вітессе» у виїзному матчі проти «Лендена» (2:1). 14 грудня 2016 року Фає дебютував у «Вітессе» в матчі кубку Нідерландів проти Джодан Бойз, в якому «Вітессе» переміг з рахунком 4:0. З «Йонг Вітессом» фінішував на 17-му місці в 2017 році, команду вилетів у Дерде дивізі. 19 лютого 2017 року дебютував у чемпіонаті за «Вітессе» у програному (0:1) домашньому поєдинку проти «Аяксу», зіграв 83 хвилини, перш ніж його замінив Александер Бюттнер. Як володар кубку сезону 2016/17 років 5 серпня 2017 року «Вітессе» отримав можливість зіграти в Суперкубок Нідерландів проти національного чемпіона «Феєнорда». У матчі Феє замінив Александра Бюттнера на 87-й хвилині. Гра завершилася з рахунком 1:1 після основного часу. Потім «Вітессе» програв у серії післяматчевих пенальті (2:4), а гравці «Вітесса» Тім Матавж і Мілот Рашица не реалізували пенальті.
Після призначення Леоніда Слуцького та приходу крайнього захисника Макса Кларка Фає визнано зайвим та невідповідним до вимог «Вітессе» у серпні 2018 року, а згодом переведений до резерву та виставлений на трансфер.

### Подальша кар'єра
Провів лише півроку матчі за другу команду, після чого переїхав до роттердамської «Спарти», де раніше грав у молодіжній команді. Він підписав контракт на півтора року в Роттердамі-Вест. Протягом свого першого півсезону за «Спарту» Фає зіграв загалом 16 матчів і вийшов в Ередивізі через плей-оф зі «Спартою».
26 січня 2022 року вільним агентом перейшов у «Руху».

## Кар'єра в збірній
Фає народилася в Нідерландах у батька з Сенегалу та матері з Кабо-Верде. Виступав за юнацькі збірні Нідерландів.

## Статистика виступів

### Клубна
| Сезон             | Клуб                 |                   | Змагання          | Змагання | Змагання | Кубок | Кубок | Єврокубки | Єврокубки | Інші | Інші  | Загалом | Загалом |
| Сезон             | Клуб                 | Матчі             | Змагання          | Голи     | Матчі    | Голи  | Матчі | Голи      | Матчі     | Голи | Матчі | Голи    |         |
| ----------------- | -------------------- | ----------------- | ----------------- | -------- | -------- | ----- | ----- | --------- | --------- | ---- | ----- | ------- | ------- |
| 2016/17           | «Вітессе»            | Нідерланди        | Ередивізі         | 2        | 0        | 1     | 0     | –         | –         | –    | –     | 3       | 0       |
| 2017/18           | «Вітессе»            | Нідерланди        | Ередивізі         | 18       | 0        | 0     | 0     | 5         | 0         | 2    | 0     | 25      | 0       |
| 2018/19           | «Вітессе»            | Нідерланди        | Ередивізі         | 0        | 0        | 0     | 0     | 0         | 0         | –    | –     | 0       | 0       |
| 2018/19           | «Спарта» (Роттердам) | Нідерланди        | Еерстедивізі      | 12       | 0        | 0     | 0     | –         | –         | 4    | 0     | 16      | 0       |
| 2019/20           | «Спарта» (Роттердам) | Нідерланди        | Еерстедивізі      | 23       | 0        | 2     | 0     | 0         | 0         | 0    | 0     | 25      | 0       |
| 2020/21           | «АДО Ден Гаг»        | Нідерланди        | Еерстедивізі      | 12       | 0        | 0     | 0     | 0         | 0         | 0    | 0     | 12      | 0       |
| Усього за кар'єру | Усього за кар'єру    | Усього за кар'єру | Усього за кар'єру | 67       | 0        | 3     | 0     | 5         | 0         | 6    | 0     | 81      | 0       |

## Досягнення
«Вітессе»
- Кубок Нідерландів
  -  Володар (1): 2016/17

- Кубок Йогана Кройфа
  -  Фіналіст (1): 2017